# Jorge Benítez
Jorge Daniel „Conejo” Benítez Guillén (ur. 2 września 1992 w Ñemby) – paragwajski piłkarz występujący na pozycji napastnika, reprezentant Paragwaju.

## Kariera klubowa
Benítez jest wychowankiem zespołu Club Guaraní ze stołecznego Asunción, do którego seniorskiej drużyny został włączony jako siedemnastolatek przez szkoleniowca Félixa Darío Leóna. W paragwajskiej Primera División zadebiutował 30 maja 2010 w wygranym 2:1 spotkaniu derbowym z Olimpią i już w tym samym, wiosennym sezonie Apertura 2010 zdobył tytuł mistrza Paragwaju. Przez kolejne trzy lata pełnił jednak rolę głębokiego rezerwowego Guaraní, wobec konkurencji do gry w ataku ze strony graczy takich jak Rodrigo Teixeira, Julián Benítez czy Federico Santander. Wobec braku szans na grę w składzie, w styczniu 2013 udał się na wypożyczenie do niżej notowanego Club Rubio Ñú, w którego barwach spędził sześć miesięcy, premierowego gola w najwyższej klasie rozgrywkowej zdobywając 2 marca 2013 w zremisowanej 1:1 konfrontacji z Olimpią. Po powrocie do Guaraní zaczął notować regularne występy, zaś kilka miesięcy został kluczowym piłkarzem ekipy. W sezonie Apertura 2014 zanotował tytuł wicemistrza kraju, będąc czołowym strzelcem ligi paragwajskiej.
Latem 2014 Benítez za sumę 3,4 miliona euro przeszedł do greckiego Olympiakosu SFP z siedzibą w Pireusie. W tamtejszej Superleague Ellada zadebiutował 23 sierpnia 2014 w wygranym 3:1 meczu z Niki Wolos, natomiast pierwszą bramkę strzelił 20 września tego samego roku w wygranym 3:0 pojedynku z Verią. W sezonie 2014/2015 zdobył z Olympiakosem mistrzostwo i puchar Grecji, jednak w taktyce trenera Vítora Pereiry pozostawał wyłącznie rezerwowym dla Kostasa Mitroglu, wobec czego bezpośrednio po tym został wypożyczony do meksykańskiego Cruz Azul z siedzibą w stołecznym mieście Meksyk. W Liga MX zadebiutował 8 sierpnia 2015 w wygranym 2:0 spotkaniu z Leónem, zaś po raz pierwszy wpisał się na listę strzelców 23 października tego samego roku w wygranej 2:1 konfrontacji z Santosem Laguna. Od razu został czołowym graczem i najlepszym strzelcem ekipy.
Po upływie roku Benítez za sumę czterech milionów euro został wykupiony przez władze Cruz Azul na stałe.
| Sezon     | Klub           | Kraj     | Rozgrywki          | Mecze | Bramki |
| --------- | -------------- | -------- | ------------------ | ----- | ------ |
| 2010      | Club Guaraní   | Paragwaj | Primera División   | 5     | 0      |
| 2011      | Club Guaraní   | Paragwaj | Primera División   | 5     | 0      |
| 2012      | Club Guaraní   | Paragwaj | Primera División   | 5     | 0      |
| 2013      | Club Rubio Ñú  | Paragwaj | Primera División   | 16    | 2      |
| 2013      | Club Guaraní   | Paragwaj | Primera División   | 17    | 3      |
| 2014      | Club Guaraní   | Paragwaj | Primera División   | 21    | 17     |
| 2014/2015 | Olympiakos SFP | Grecja   | Superleague Ellada | 21    | 6      |
| 2015/2016 | Cruz Azul      | Meksyk   | Liga MX            | 25    | 11     |
| 2016/2017 | Cruz Azul      | Meksyk   | Liga MX            |       |        |

## Kariera reprezentacyjna
W seniorskiej reprezentacji Paragwaju Benítez zadebiutował za kadencji tymczasowego selekcjonera Víctora Genesa, 1 czerwca 2014 w zremisowanym 1:1 meczu towarzyskim z Francją. Premierowego gola strzelił natomiast w swoim trzecim występie, 5 września 2015 w przegranym 2:3 sparingu z Chile. W 2016 roku został powołany przez Ramóna Díaza na jubileuszową, rozgrywaną na amerykańskich boiskach edycję turnieju Copa América. Tam rozegrał wszystkie trzy spotkania (z czego jedno w wyjściowym składzie), zaś jego kadra zakończyła swój udział w rozgrywkach już w fazie grupowej.